# Галерея имени братьев Люмьер
Галерея Люмьер — московская фотографическая галерея, основанная в 2001 году Натальей Григорьевой-Литвинской. Галерея представляет признанных советских и западных фотографов, а также работает с современными авторами, в том числе зарубежными. Советская фотография представлена в галерее разными периодами: от авангарда и социалистического реализма до фотожурналистики оттепели и андерграунда 1980-х.
В апреле 2021 года Галерея Люмьер открыла новое пространство в собственном здании на Большой Полянке. На новой площадке разместились офис Галереи, образовательный клуб Lumiere Club и книжный магазин с лучшими мировыми фотографическими изданиями на 1 этаже. Проект нового пространства Галереи, которая расположится в трехэтажном особняке XIX века, разработал архитектор Евгений Асс и его архитектурное бюро.
С февраля 2021 года офис Галереи Люмьер на Красном Октябре (по адресу Болотная набережная 3, стр. 1) закрылся.
Галерея имени братьев Люмьер является участником международного фотографического рынка, сотрудничает с частными и корпоративными клиентами, с фондами, помогает составлять коллекции, участвует в российских и зарубежных ярмарках.
За время существования галерее удалось собрать коллекцию советской фотографии, которая охватывает период с 1920-х по 1990-е годы и включает в себя 13 300 авторских отпечатков.

## О галерее

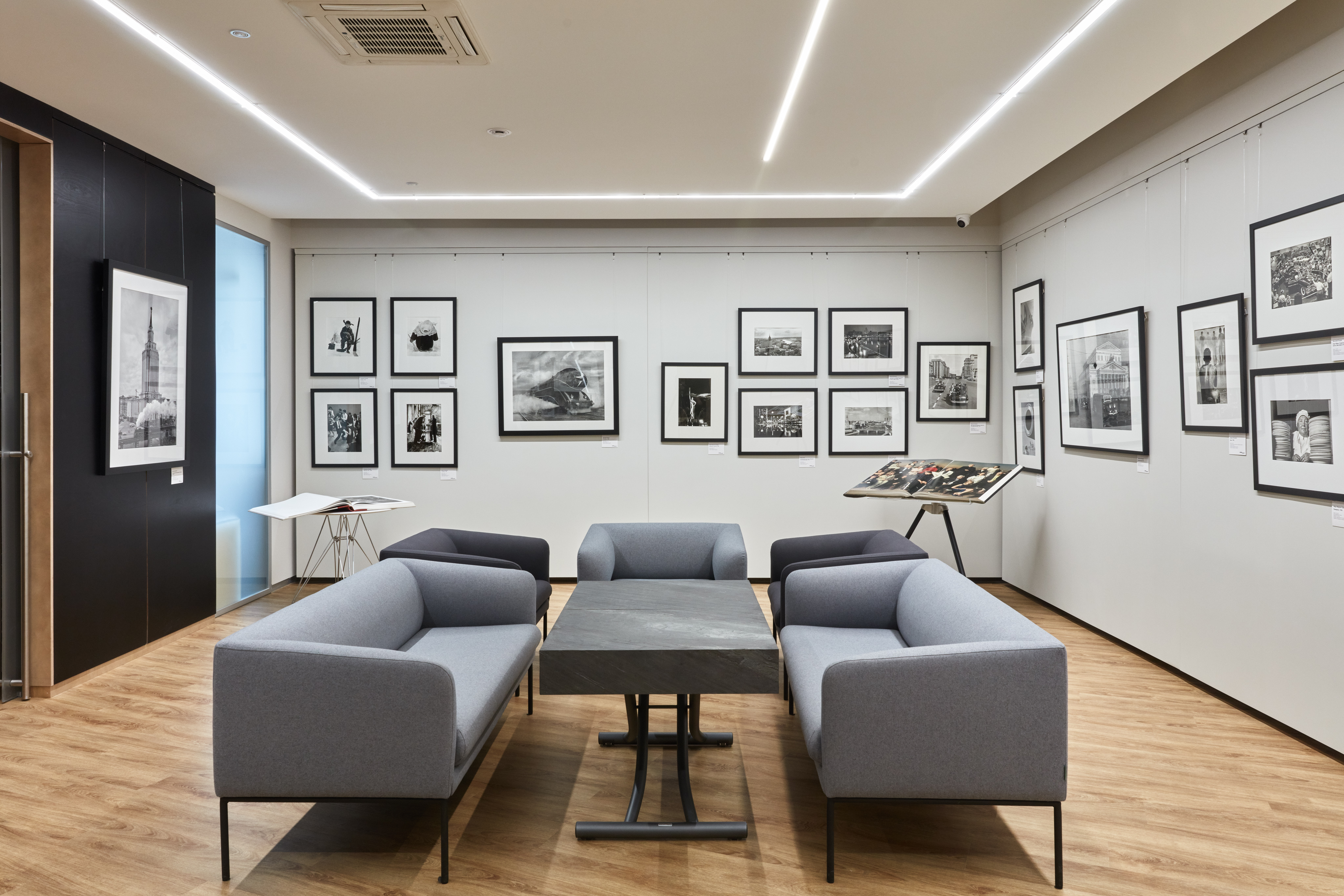
Галерея Люмьер, экспозиция советской фотографии

В галерее представлены классики отечественной конструктивистской фотографии: Борис Игнатович, Яков Халип, Михаил Прехнер, чьи новаторские приемы — резкие ракурсы, диагональные композиции, графичность — выдают влияние их учителя и коллеги по ведущим советским изданиям Александра Родченко и перекликаются с экспериментами Ласло Мохой-Надя и немецких художников группы «Новая объективность» во главе с Альбером Ренгером-Патчем.
Фотография сталинского периода представлена в галерее направлением социалистического реализма, в русле которого работали знаменитые советские фотожурналисты: Марк Марков-Гринберг, Эммануил Евзерихин, Аркадий Шайхет и другие; архитектурной фотографией, где особое место занимают работы главного летописца Москвы Наума Грановского; а также военной хроникой выдающихся репортеров, таких как Александр Устинов, Евгений Халдей, Михаил Трахман и Роберт Диамент. Галерея открыла для коллекционеров и зрителей знаменитых фотожурналистов оттепели: Юрия Кривоносова, Юрия Абрамочкина, Льва Бородулина, Владимира Лагранжа, Льва Шерстенникова, Владимира Богданова, Нины Свиридовой и Дмитрия Воздвиженского, Игоря Гневашева и других, которые возродили прямой репортаж на волне послевоенного оптимизма и либеральных реформ второй половины 50-х гг. и дали новое развитие художественной фотографии, получившей широкое распространение благодаря движению фотоклубов. Работами Ромуальдаса Пожерксиса, Антанаса Суткуса и Александраса Мацияускаса в галерее представлена литовская школа, выделявшаяся на фоне советской фотографии оттепели своеобразной национальной эстетикой и художественными приемами — съемкой широкоугольным объективом, крупными планами, графичностью и монтажом.
Современная российская фотография представлена такими авторами, как Геннадий Бодров, Владимир Филонов; Игорь Пальмин и Владимир Антощенков — мастера архитектурной съемки, воспевшие московский модерн и непарадный Петербург; Вадим Гущин, чистые формы и абстрактные плоскостные композиции которого опираются на традиции русского авангарда в живописи.
Послевоенное западное искусство представлено репортерами золотого века американской и европейской фотожурналистики: Рут Оркин, Стивом Шапиро, Сабин Вайс, Гарольдом Файнстайном, и новаторами в области искусства. Также в галерее представлен классик портретной фотографии Говард Шатц, который также создает фотографии в самых разных жанрах, среди которых — танец, спорт, съемка под водой.
В галерее можно найти лучшие образцы выдающихся мастеров европейской и американской фотографии, представляющих международный арт-рынок: Эллиотта Эрвитта, Уинна Баллока, Джесси Александера, Грега Гормана и других.
Галерея работает с молодыми иностранными авторами, среди которых Лоран Шеер, создавший сюрреалистичную серию фотографий парящих домов Парижа, Венди Пэтон, чьи черно-белые фотографические «ноктюрны» стали результатом совершенного владения пленочной камерой и классическим методом бром-серебряной печати, немецкий фотограф Юлиан Фаульхабер, в центре внимания которого существующие общественные места на этапе строительства, а также американский фотограф Роб Вудкокс и голландский художник Пол Брунс.
Фэшн-фотография представлена в галерее такими авторами, как Уильям Кляйн, Денис Пил, Ги Бурден, Шейла Мецнер, Жан-Даниэль Лорье и Жан-Мари Перье.
В ноябре 2015 года галерея участвовала в международной ярмарке фотографии fotofever в Париже.
С 2016 года галерея ежегодно участвует в международной ярмарке современного искусства Cosmoscow, в 2019 и 2021 году участвовала в ярмарке DA!MOSCOW.
За время существования Галерея организовала более 200 выставок, издала 12 авторских монографий, посвященных советскому периоду в фотографии.
Галерея Люмьер в рамках образовательной программы открыла доступы к Фондам классиков советской фотографии, запуская собственные сайты для Фондов Наума Грановского, Эрвина Волкова и Юрия Шаламова.Фонды Галереи Люмьер включают работы главного архитектурного фотографа СССР Наума Грановского, русского репортажного фотографа и участника множества зарубежных выставок Юрия Шаламова, а также русско-немецкого фотографа Эрвина Волкова.

## Авторы галереи
| - Юрий Абрамочкин - Джесси Александер - Владимир Антощенков - Виталий Арутюнов - Уинн Баллок - Гарри Бенсон - Брунс Пол - Бурден Ги - Владимир Богданов - Сергей Болдин - Анатолий Болдин - Сергей Борисов - Лев Бородулин - Эрвин Волков - Роб Вудкокс - Игорь Гневашев - Грег Горман - Алексей Гостев - Наум Грановский - Саша Гусов - Вадим Гущин - Николай Драчинский - Эммануил Евзерихин - Василий Егоров - Элис Зилберберг - Игорь Зотин - Борис Игнатович - Борис Кауфман | - Сергей Киврин - Дуглас Киркланд - Себастьян Коупленд - Василий Куняев - Уильям Кляйн - Андрей Князев - Сергей Конюхов - Юрий Кривоносов - Василий Куняев - Владимир Лагранж - Леонид Лазарев - Жан-Даниэль Лорье - Юрий Луньков - Антон Лялин - Марк Марков-Гринберг - Александрас Мацияускас - Арно Рафаэль Минкинен - Шейла Мецнер - Владимир Мусаэльян - Александр Награльян - Вадим Опалин - Рут Оркин - Игорь Пальмин - Жан-Мари Перье - Сергей Петрухин - Денис Пил - Валерий Плотников - Ромуальдас Пожерскис - Михаил Прехнер - Венди Пэтон | - Николай Рахманов - Яков Рюмкин - Михаил Савин - Нина Свиридова, Дмитрий Воздвиженский - Родни Смит - Мелвин Сокольски - Владимир Степанов - Эзра Столлер - Антанас Суткус - Михаил Трахман - Данила Ткаченко - Роберт Уитман - Александр Устинов - Гарольд Файнстайн - Юлиан Фаульхабер - Николай Филиппов - Форменто + Форменто - Евгений Халдей - Яков Халип - Николай Хорунжий - Анатолий Хрупов - Валентин Хухлаев - Сергей Челноков - Аркадий Шайхет - Стив Шапиро - Говард Шац - Лоран Шеер - Лев Шерстенников - Анна Хальм Шудель - Эллиотт Эрвитт |

## Издательская программа
Галереей Люмьер изданы следующие книги, альбомы и каталоги:
- Московские фотографические коллекции. — Москва: Галерея Люмьер, 2006.
- Фото 60-70. — Москва: Галерея Люмьер, 2008. — С. 344. — ISBN 978-5-9901613-1-3.
- Наталья Григорьева, Наталья Пономарева. Москва Наума Грановского / Moscow of Naum Granovsky. — Москва: Галерея Люмьер, 2009. — С. 160. — ISBN 978-5-9901613-2-0.
- Наталья Григорьева, Елена Гущина. Иконы 1960–1980. — Москва: Галерея Люмьер, 2010. — С. 230. — ISBN 978-5-9901613-3-7.
- Наталья Григорьева, Наталья Пономарева, Ксения Климанова. Иконы 1990-х. — Москва: Галерея Люмьер, 2011. — С. 240. — ISBN 978-5-905196-02-7.
- Советская эпоха Маркова-Гринберга. — Москва: Галерея Люмьер, 2012. — С. 150. — ISBN 978-88-6208-226-6.
- Время колокольчиков. Каталог выставки. — Москва: Галерея Люмьер, 2013. — С. 116. — ISBN 9785905196034.
- Наталья Григорьева, Наталья Пономарева, Екатерина Зуева, Яна Искакова. Московские истории. XX век. — Москва: Галерея Люмьер, 2013. — С. 160. — ISBN 978-5-98797-076-8.
- PRОзавод. Индустриальная фотография в России. XX век. — Москва: Галерея Люмьер, 2014. — С. 48. — ISBN 978-5-905196-04-1.
- Покорение. Наследник авангарда Яков Халип. — Москва: Галерея Люмьер, 2016. — ISBN 978-5-98797-124-6.
- Fashion фотография XX–XXI веков. Коллекция Фонда Still Art. — Москва: Галерея Люмьер, 2018. — С. 112.
- Коллекция фонда «Still Art». — Москва: Галерея Люмьер, 2019. — С. 112.
- Fashion фотография XX–XXI веков. Коллекция Фонда Still Art. 2-е издание. — Москва: Галерея Люмьер, 2020. — С. 112.
- Наум Грановский. 1920 – 1980. — Москва: Фонд Still Art, Галерея Люмьер, 2020. — 304 с. — ISBN 978-5-990613-0-6.
- Владимир Лагранж. 1960 – 1990. — Москва: Фонд Still Art, Галерея Люмьер, 2021. — С. 200. — ISBN 978-5-9901613-7-5.
- Александр Родченко. 1920 – 1930. — Москва: Фонд Still Art, Галерея Люмьер, 2021. — С. 136. — ISBN 978-5-9901613-8-2.
- Красота и стиль. История модной фотографии из собрания Фонда Still Art, Галерея Люмьер, 2021. — С. 236

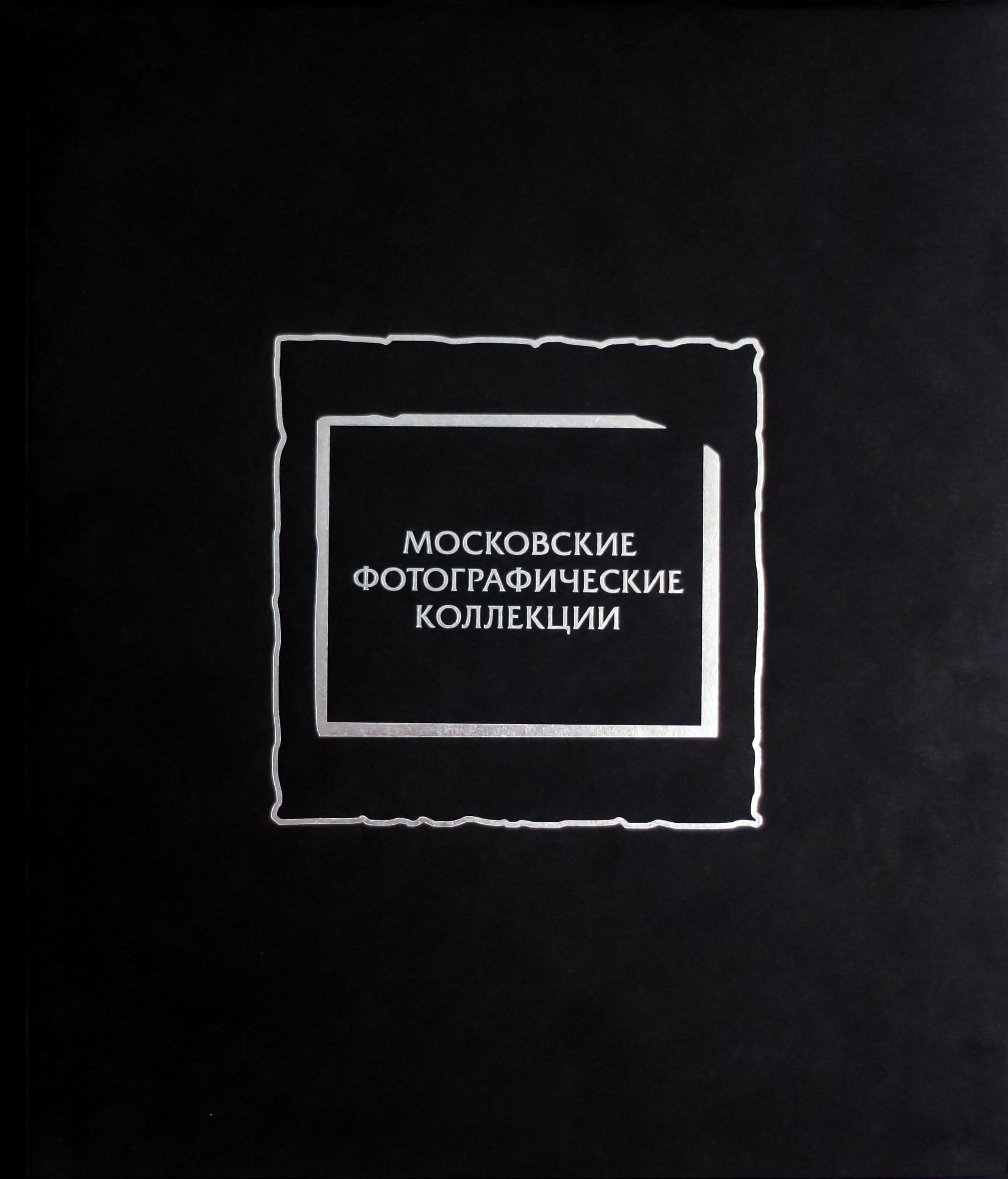
Московские фотографические коллекции. Издание Галереи Люмьер

## СМИ о галерее
- В коллекцию: какие фотографии купить на COSMOSCOW. Главный куратор Центра фотографии имени братьев Люмьер Наталья Литвинская выбрала 5 знаковых фотографий, на которые стоит обратить особое внимание// Forbes — 2019 — 6 сентября
- Наталья Григорьева. Fashion-фотография на Cosmoscow и истории частных коллекций. Памяти Питера Линдберга// Сноб — 2019 — 5 сентября
- «Питер Линдбер — серьёзный участник рынка». Наталья Литвинская о том, зачем инвестировать в фэшн-фотографию// Коммерсантъ — 2019 — 28 августа
- Наталья Григорьева-Литвинская. Photo London 2019: что смотреть и к чему прицениваться на главной лондонской фотоярмарке// ZIMA Magazine — 2019 — 25 апреля.
- Наталья Литвинская. Топ-лоты весенних аукционов фотографии: где смотреть и что покупать// Forbes — 2019 — 1 марта.
- Наталья Литвинская. Где искать лучшие фотографии в 2019 году? Путеводитель по аукционам и ярмаркам// Forbes — 2018 — 31 декабря.
- Наталья Григорьева-Литвинская: где покупать фотографию// Интерьер + Дизайн — 2018 — июль.
- Наталья Григорьева-Литвинская: «Коллекционирование — не акции, которые можно доверить менеджеру»// Robb Report — 8 июня 2018
- Наталья Григорьева-Литвинская: «Искусство и красота — не синонимы»// L’officiel Voyage — 2018. — 7 мая.
- Как выбрать фотографию для интерьера. Интервью Натальи Григорьевой-Литвинской// Ведомости. 2015. — 17 июня
- Фирсова, Е., Гриценко, О., Из коллекции Натальи Григорьевой-Литвинской//FOTO&VIDEO. — 2015. — № 01
- Директор галереи имени братьев Люмьер — о музее как бизнесе. Интервью Натальи Григорьевой-Литвинской// M24.ru. — 2014. — 17 июня
- Не просто искусство: как заработать на фотовыставках. Интервью Эдуарда Литвинского и Натальи Григорьевой-Литвинской// Forbes. — 2014. — 21 марта
- Взгляд изнутри: как работает Центр фотографии имени братьев Люмьер. Интервью Натальи Григорьевой-Литвинской// Marie Claire. — 2013. — 26 июня
- Рагожина, Е., Снимите это немедленно! Антология русской фотографии XX века. Интервью с Натальей Григорьевой-Литвинской// New Style Magazine. — 2012. — № 103
- Zhuk, Darya. «Window to Soviet Moscow». Russia beyond the headlines. January 10, 2012
- Личное отношение. Интервью Натальи Григорьевой// Menu Magazine. — 2011/2012. — № 12 — 01
- «The Lumiere Brothers Photogallery collection. Anniversary exhibition». The Moscow News. December 26, 2011
- Рюмина Е., Кадры решают всё// Профиль. — 2010. — № 1(652)
- Интервью Натальи Григорьевой-Литвинской// Полит.ру. — 2007. — 26 января
- Интервью Натальи Григорьевой-Литвинской style.rbc.ru